# 7e étape du Tour de France 1971
La 7e étape du Tour de France 1971 est une étape qui a eu lieu le dimanche 4 juillet 1971 entre Rungis (Val-de-Marne) et Nevers (Nièvre), en France, sur une distance de 257,5 km.
Elle a été remportée par le Belge Eric Leman. Son compatriote Eddy Merckx conserve le maillot jaune.

## Classement de l'étape
| \| Classement de l'étape \| Classement de l'étape \| Classement de l'étape \| Classement de l'étape \| Classement de l'étape \| \| Coureur \| Coureur \| Pays \| Équipe \| Temps \| \| --------------------- \| --------------------- \| --------------------- \| ------------------------ \| --------------------- \| \| 1er \| Eric Leman \| Belgique \| Flandria-Mars \| \| \| 2e \| Gerben Karstens \| Pays-Bas \| Goudsmit-Hoff \| \| \| 3e \| Walter Godefroot \| Belgique \| Peugeot-BP-Michelin \| \| \| 4e \| Cyrille Guimard \| France \| Fagor-Mercier-Hutchinson \| \| \| 5e \| Gianni Motta \| Italie \| Salvarani \| \| \| 6e \| Ercole Gualazzini \| Italie \| Salvarani \| \| \| 7e \| Georges Vandenberghe \| Belgique \| Salvarani \| \| \| 8e \| Mariano Martinez \| France \| Hoover-de Gribaldy \| \| \| 9e \| Jan van Katwijk \| Pays-Bas \| Goudsmit-Hoff \| \| \| 10e \| Pietro Guerra \| Italie \| Salvarani \| \| |                      |          |                          |       |
| |                      |          |                          |       |
| |                      |          |                          |       |
| Classement de l'étape |                      |          |                          |       |
| Coureur | Coureur              | Pays     | Équipe                   | Temps |
| 1er | Eric Leman           | Belgique | Flandria-Mars            |       |
| 2e | Gerben Karstens      | Pays-Bas | Goudsmit-Hoff            |       |
| 3e | Walter Godefroot     | Belgique | Peugeot-BP-Michelin      |       |
| 4e | Cyrille Guimard      | France   | Fagor-Mercier-Hutchinson |       |
| 5e | Gianni Motta         | Italie   | Salvarani                |       |
| 6e | Ercole Gualazzini    | Italie   | Salvarani                |       |
| 7e | Georges Vandenberghe | Belgique | Salvarani                |       |
| 8e | Mariano Martinez     | France   | Hoover-de Gribaldy       |       |
| 9e | Jan van Katwijk      | Pays-Bas | Goudsmit-Hoff            |       |
| 10e | Pietro Guerra        | Italie   | Salvarani                |       |

## Classements à l'issue de l'étape

### Classement général
| \| Classement général \| Classement général \| Classement général \| Classement général \| Classement général \| \| Coureur \| Coureur \| Pays \| Équipe \| Temps \| \| ------------------ \| ------------------ \| ------------------ \| ------------------ \| ------------------ \| \| 1er \| Eddy Merckx \| Belgique \| Molteni \| \| \| 2e \| Herman Vanspringel \| Belgique \| Molteni \| \| \| 3e \| Roger De Vlaeminck \| Belgique \| Flandria-Mars \| \| \| 4e \| Gianni Motta \| Italie \| Salvarani \| \| \| 5e \| Gösta Pettersson \| Suède \| Ferretti \| \| \| 6e \| Joop Zoetemelk \| Pays-Bas \| Flandria-Mars \| \| \| 7e \| Enrico Paolini \| Italie \| Scic \| \| \| 8e \| Tino Tabak \| Pays-Bas \| Flandria-Mars \| \| \| 9e \| Lucien Van Impe \| Belgique \| Sonolor-Lejeune \| \| \| 10e \| Leif Mortensen \| Danemark \| BiC \| \| |                    |          |                 |       |
| |                    |          |                 |       |
| |                    |          |                 |       |
| Classement général |                    |          |                 |       |
| Coureur | Coureur            | Pays     | Équipe          | Temps |
| 1er | Eddy Merckx        | Belgique | Molteni         |       |
| 2e | Herman Vanspringel | Belgique | Molteni         |       |
| 3e | Roger De Vlaeminck | Belgique | Flandria-Mars   |       |
| 4e | Gianni Motta       | Italie   | Salvarani       |       |
| 5e | Gösta Pettersson   | Suède    | Ferretti        |       |
| 6e | Joop Zoetemelk     | Pays-Bas | Flandria-Mars   |       |
| 7e | Enrico Paolini     | Italie   | Scic            |       |
| 8e | Tino Tabak         | Pays-Bas | Flandria-Mars   |       |
| 9e | Lucien Van Impe    | Belgique | Sonolor-Lejeune |       |
| 10e | Leif Mortensen     | Danemark | BiC             |       |